# Marek Židlický
Marek Židlický, [ˈmarɛk ˈʒɪdlɪtskiː], (Most, 3 febbraio 1977), è un ex hockeista su ghiaccio ceco professionista, che giocava nel ruolo di difensore. Dal 2018 è assistente allenatore della nazionale Under-18 ceca.

## Carriera

### Club
Iniziò la sua carriera nel Kladno, squadra dell'Extraliga ceca, in cui giocò dal 1994 al 1999. Si trasferì poi all'HIFK di Helsinki, squadra finlandese, con cui ebbe una stagione 2000-2001 particolarmente positiva, risultando terzo assist-man della squadra con 25 passaggi vincenti e secondo per punti totali (37). Inoltre, sempre per numero di punti, risultò il miglior difensore del campionato.
Il 24 giugno 2001 fu la 176ª scelta totale al draft dell'NHL, la sesta dei New York Rangers. Tuttavia, giocatore e società non arrivarono mai ad un accordo per via di alcune dispute sul contratto da stipulare, oltre al rifiuto di Zidlicky di giocare troppo tempo in AHL. Il giocatore decise così di rimanere in Finlandia all'HIFK. Nelle due stagioni successive risultò il miglior marcatore della squadra, prima con 40 punti e poi con 47.
I Rangers, allora, che detenevano comunque la proprietà del giocatore, decisero di cederlo ai Nashville Predators assieme a Rem Murray e Tomáš Klouček, nell'affare che portò Mike Dunham a New York il 12 dicembre 2002. La prima stagione di Zidlicky con la nuova maglia fu positiva, riuscì ad ottenere il suo primo punto in NHL già al suo debutto, il 10 ottobre 2003, nella partita vinta 3-1 con i Mighty Ducks of Anaheim. Il giorno dopo, nella partita persa 3-1 con i Dallas Stars, realizzò il suo primo gol con i Predators. Divenne il primo giocatore della squadra del Tennessee a giocare tutte le 82 partite della stagione regolare. Tuttavia, mancò i playoff dopo essersi infortunato nella prima partita dei medesimi, giocata contro i Detroit Red Wings.

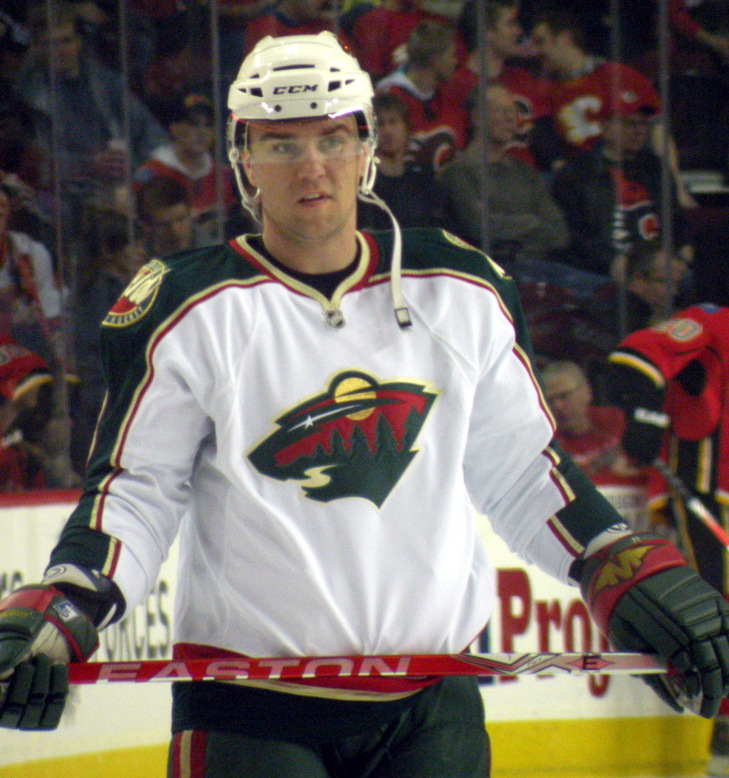
Zidlicky con la maglia dei Wild

Durante il Lock-out, Zidlicky fece ancora ritorno all'HIFK, dove giocò per tutta la stagione.
Nelle tre stagioni successive, giocò a buoni livelli con i Predators, che si qualificarono sempre ai playoff, salvo venire eliminati nel primo turno in tutti i casi. Detiene il record di punti in una singola gara con la squadra di Nashville, ovvero 5.
Il 1º luglio 2008, Zidlicky fu ceduto ai Minnesota Wild per Ryan Jones e la seconda scelta al draft del 2009. Nelle tre stagioni e mezzo passate a Saint Paul non raggiunse mai i playoff.
Il 24 febbraio 2012 Zidlicky fu ceduto ai New Jersey Devils in cambio di Kurtis Foster, Nick Palmieri, Stephane Veilleux, una scelta nel 2º round del draft 2012 ed una scelta opzionale in quello del 2013 dei Washington Capitals. Con la squadra di Newark raggiunse la finale dei playoff, persa per 4-2 in serie con i Los Angeles Kings, pur vincendo il titolo di Conference superando i New York Rangers. Durante il lockout della stagione 2012-13 ritornò in patria con la maglia del Rytíři Kladno. Con la formazione ceca giocò 25 incontri con 3 reti e 22 assist, per poi tornare ai Devils in gennaio. Il 4 marzo 2013 ha realizzato la sua prima doppietta in NHL nella gara persa per 4-2 con i Toronto Maple Leafs.
Il 2 marzo 2015, Zidlicky fu ceduto ai Detroit Red Wings in cambio di una scelta opzionale nel Draft 2016. Due giorni dopo esordì contro i New York Rangers, in una partita vinta per 2-1 grazie ad un suo gol in overtime.
Rimasto free agent, il 18 settembre firmò per i New York Islanders.

### Nazionale
Židlický gioca con la nazionale ceca dal 2000, mentre l'esordio ai Mondiali giunse nel 2005 in Austria, edizione vinta contro il Canada per 3-0 in finale. Ha inoltre vinto una medaglia di bronzo alle Olimpiadi invernali 2006 di Torino ed ottenuto un terzo posto con la selezione che prese parte ai Mondiali del 2011 in Slovacchia.

## Palmarès

### Nazionale
- Campionato mondiale di hockey su ghiaccio: 1

Austria 2005

### Individuale
- Campionato mondiale di hockey su ghiaccio All-Star Team: 2

Austria 2005, Slovacchia 2011
- Campionato mondiale di hockey su ghiaccio Top 3 Player on Team: 2

Russia 2007, Svizzera 2009